# Casa de las Conchas

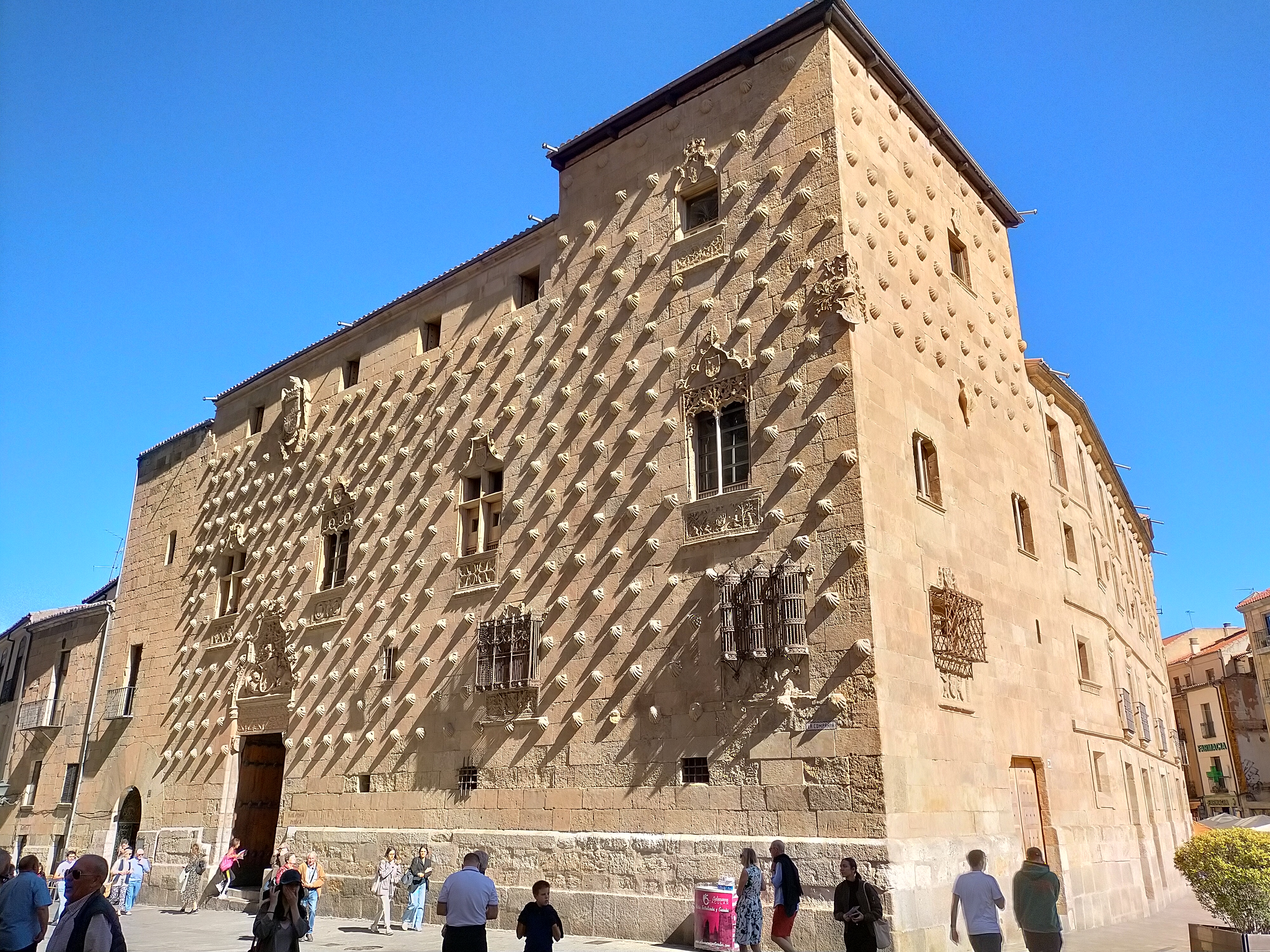
Casa de las Conchas

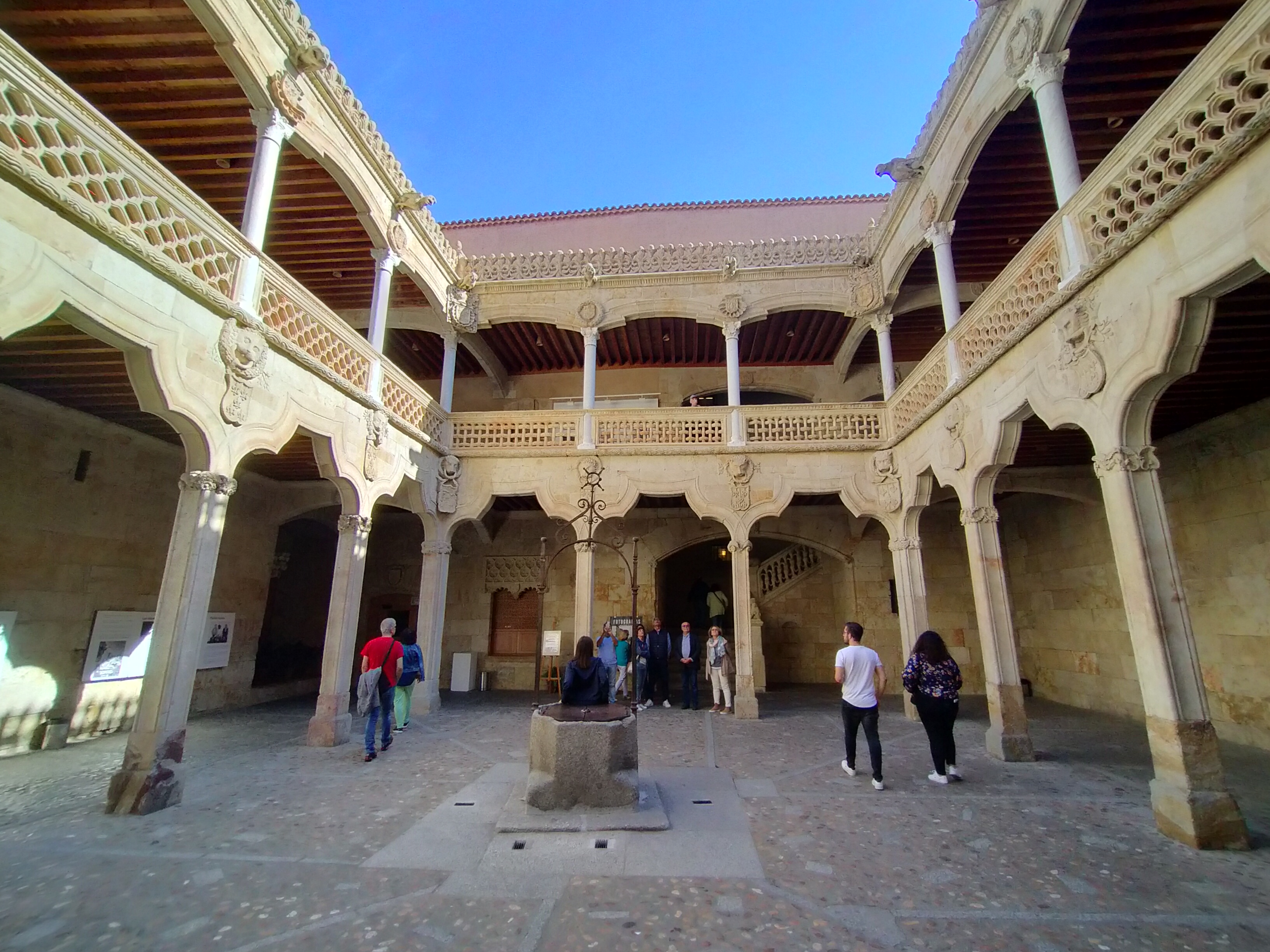
Patio

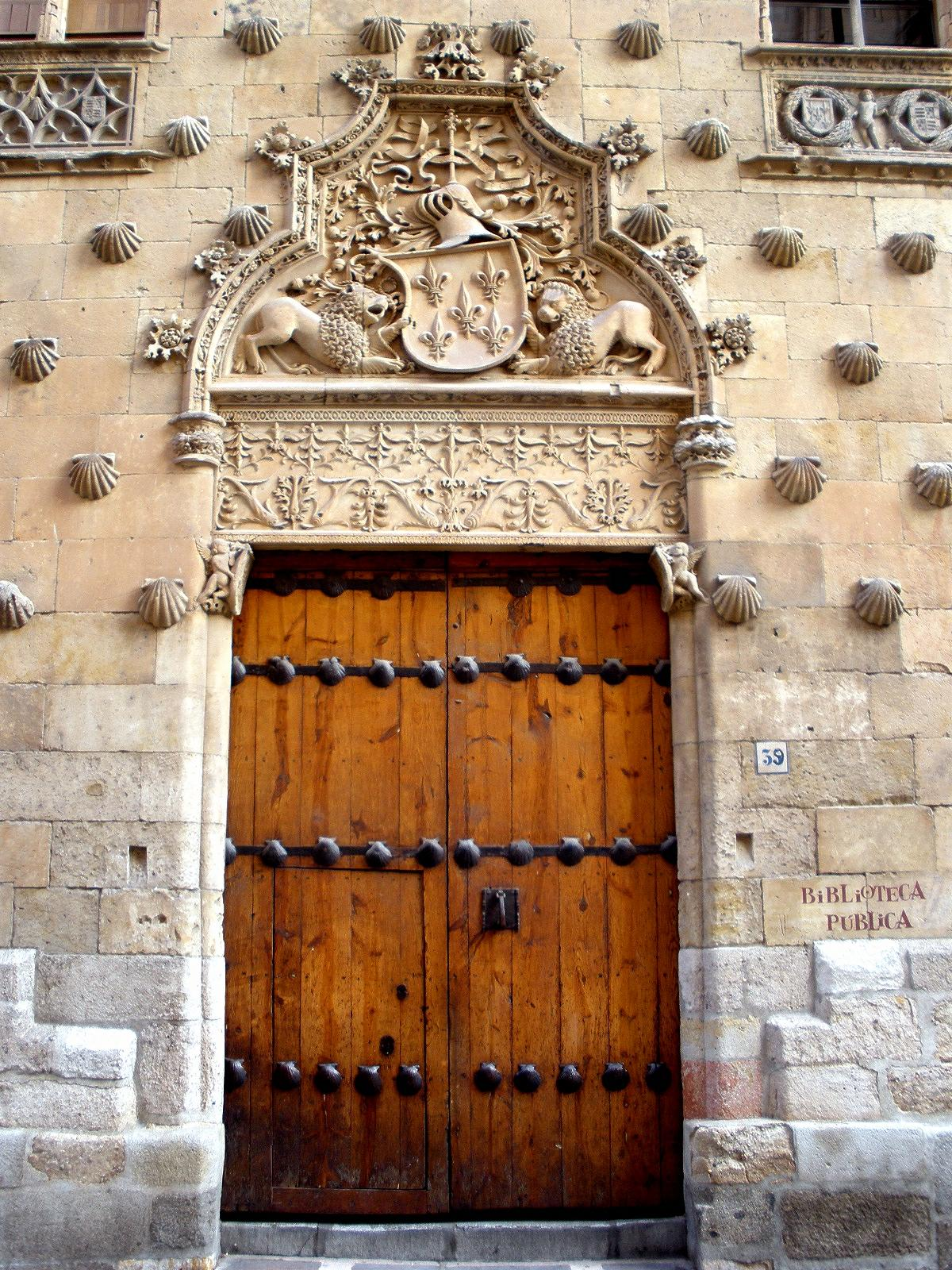
Portal mit Wappen

Die Casa de las Conchas (deutsch Haus der Muscheln) in Salamanca, der Hauptstadt der gleichnamigen spanischen Provinz Salamanca in Kastilien-León, ist ein Palast aus dem Ende des 15. Jahrhunderts. Das Gebäude ist ein geschütztes Baudenkmal (Bien de Interés Cultural).

## Beschreibung
Die Casa de las Conchas, erbaut von 1493 bis 1517 für Rodrigo Arias de Maldonado, liegt direkt bei der Päpstlichen Universität. Die Fassade zur Straße ist sehr auffällig, denn sie besteht aus Granit-Bossensteinen, die von mehr als 300 Jakobsmuscheln geschmückt werden, dem Symbol der Pilgerschaft nach Santiago de Compostela. Vergleichbare Bauwerke sind die Casa de los Picos in Segovia und der Palazzo dei Diamanti in Ferrara.
Das Portal ist von einem Wappen im plateresken Stil verziert. Im Innern besitzt der Patio eine Galerie im ersten Geschoss, die von mehreckigen Säulen getragen wird. 

## Heutige Nutzung
In dem Gebäude befindet sich heute eine öffentliche Bibliothek der Provinzregierung.